# ياتارو إواساكي
ياتارو إواساكي (باليابانية: 岩崎弥太郎) هو رجل أعمال ياباني عاش في الفترة بين (9 يناير 1835 - 7 فبراير 1885) وهو مؤسس شركة ميتسوبيشي.

## حياته
ولد ياتارو في مقاطعة توسا (محافظة كوتشي حاليا) لعائلة ساموراي فقيرة، وذهب في عمر التاسعة عشر إلى إيدو للدراسة، إلا أنه عاد إلى موطنه بعد إصابته والده، وزج به في السجن لمحاولته القصاص من الذي اعتدى على والده. عمل كمعلم بعد خروجه من السجن، ثم عمل كموظف للحكومة المحلية، وتم ترقيته للعمل على تجارة المقاطعة في ناغاساكي. وبعد استعراش مييجي سافر إلى أوساكا ليقوم بتأسيس شركة ميتسوبيشي في عام 1873.

## روابط خارجية
- ياتارو إواساكي على موقع الموسوعة البريطانية (الإنجليزية)
- ياتارو إواساكي على موقع إن إن دي بي (الإنجليزية)